# Backomyia anomala
Backomyia anomala là một loài ruồi trong họ Asilidae. Backomyia anomala được Wilcox & Martin miêu tả năm 1957. Loài này phân bố ở vùng Tân Bắc giới.